# 2414 Вібеке
2414 Вібеке (2414 Vibeke) — астероїд головного поясу, відкритий 18 жовтня 1931 року.
Тіссеранів параметр щодо Юпітера — 3,116.